# Ocultismo

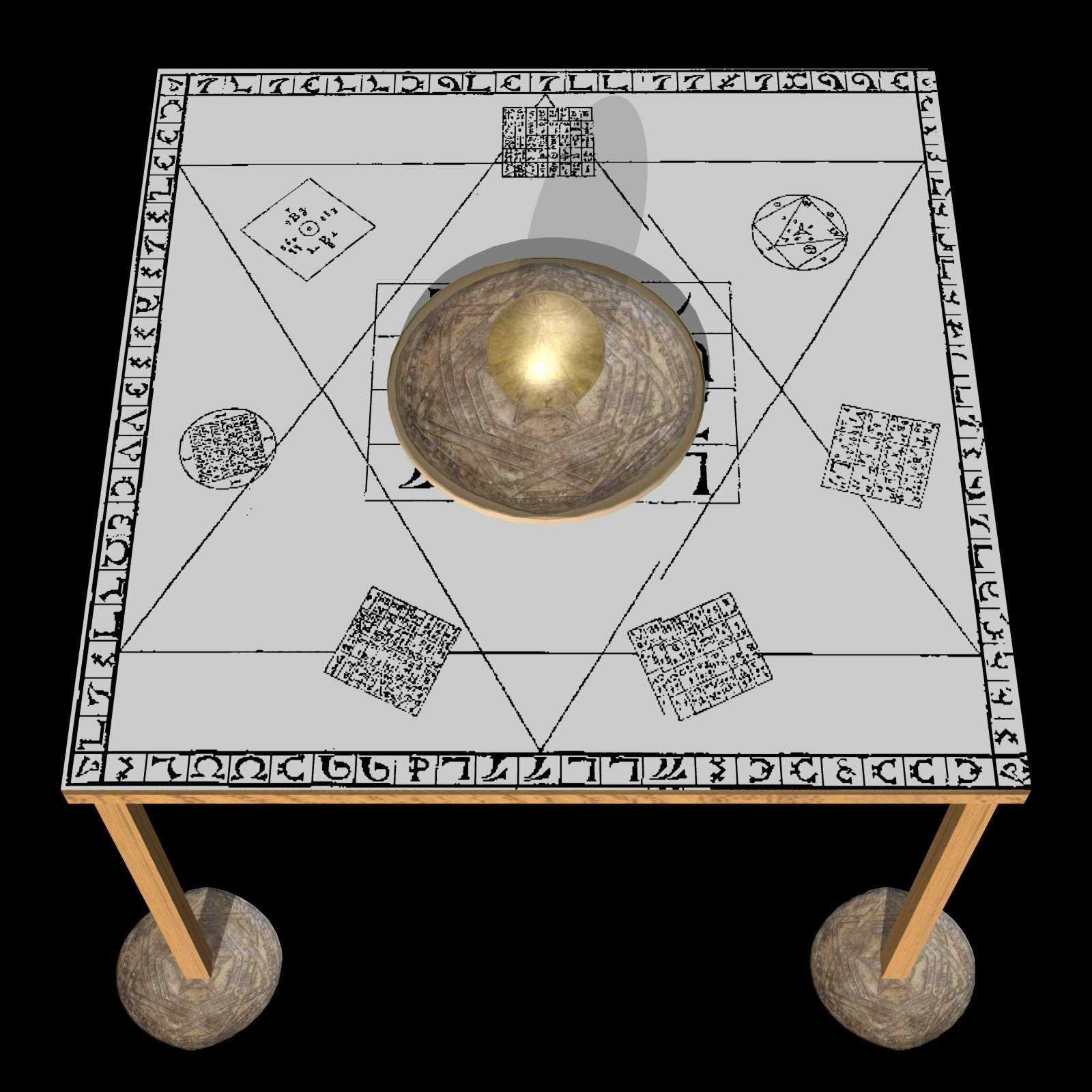
Modelo 3D hecho con computador de un “mesa santa” como la usada por John Dee, un matemático y astrólogo frecuentemente relacionada con el ocultismo.

El ocultismo (también, las ciencias ocultas o las artes ocultas) es el estudio de diversos conocimientos y prácticas misteriosas como la magia, la alquimia (como disciplina espiritual y filosófica), la adivinación, etcétera, que desde la Antigüedad pretenden estudiar los secretos del universo.
La palabra española «ocultismo» deriva de la voz latina occultus, que significa ‘oculto, clandestino, escondido, secreto’, y que proviene de occulere (‘ocultar’).
Lo oculto es todo aquello que no tiene explicación, cuyo conocimiento no está a disposición de los no iniciados.
En el lenguaje común, tanto en inglés como en español, lo oculto se refiere al conocimiento de lo paranormal e inexplicable, en oposición del conocimiento de lo medible y explicable, usualmente referido como ciencia.
El término a veces se utiliza para designar el conocimiento que está destinado a ciertas personas y que debe permanecer fuera de la vista de aquellos no iniciados en el tema. Para muchos estudiosos ocultistas, lo oculto es simplemente el estudio de la realidad espiritual subyacente y más profunda que va más allá de la razón pura y de las ciencias del conocimiento de lo sensible y físico.
Los términos esotérico y arcano tienen un significado similar y en muchos contextos los tres términos son intercambiables.
El ocultismo también se refiere a cierto tipo de organizaciones u órdenes, sus enseñanzas y prácticas y a las corrientes literarias y de filosofía espiritual, presentes e históricas, relacionadas con este tema.
El término ciencias ocultas se utilizaba en la Europa del siglo XVI para referirse a la astrología, la alquimia y la magia natural. El término occultismo surgió en la Francia del siglo XIX, entre figuras como Antoine Court de Gébelin.. Llegó a asociarse con varios grupos esotéricos franceses relacionados con Eliphas Lévi y Papus, y en 1875 el término fue introducido en la lengua inglesa por la esoterista Helena Blavatsky.

## Etimología
Lo oculto (del latín occultus; tdl. 'clandestino', 'oculto', 'secreto') se refiere al "conocimiento de lo oculto". En el uso común, ocultismo se refiere al "conocimiento de lo paranormal", en contraposición al "conocimiento de lo mensurable", usualmente referido como ciencia. Los términos esotérico y arcano también pueden utilizarse para describir lo oculto, además de sus significados no relacionados con lo sobrenatural. El término ciencias ocultas se utilizó en el siglo XVI para referirse a la astrología, la alquimia y la magia natural.
El primer uso conocido del término ocultismo es en francés, como l'occultisme. En esta forma aparece en el artículo de A. de Lestrange publicado en el Dictionnaire des mots nouveaux ("Diccionario de palabras nuevas") de Jean-Baptiste Richard de Randonvilliers en 1842. Sin embargo, no estaba relacionado, en ese momento, con la noción de Ésotérisme chrétien ("esoterismo cristiano"), como ha afirmado el académico Wouter Hanegraaff, sino para describir un "sistema de ocultismo" político que iba dirigido contra los sacerdotes y los aristócratas. 
En 1853, el autor francmasónico Jean-Marie Ragon ya había utilizado el término ocultisme en su popular obra Maçonnerie occulte, relacionándolo con prácticas anteriores que, desde el Renacimiento, se habían denominado "ciencias ocultas" o "filosofía oculta", pero también con las recientes enseñanzas socialistas de Charles Fourier. El esoterista francés Eliphas Lévi utilizó entonces el término en su influyente libro sobre magia ritual Dogme et rituel de la haute magie, publicado por primera vez en 1856. Lévi estaba familiarizado con esa obra y podría haber tomado prestado el término de allí. En cualquier caso, Lévi también afirmaba ser representante de una tradición más antigua de ciencia oculta o filosofía oculta. Fue a partir de su uso del término ocultismo que éste adquirió un uso más amplio; según Faivre, Lévi era "el principal exponente del esoterismo en Europa y Estados Unidos" en aquella época. El término ocultismo surgió en la Francia del siglo XIX, donde llegó a asociarse con diversos grupos esotéricos franceses relacionados con Eliphas Lévi y Papus,
El primer uso del término ocultismo en lengua inglesa aparece en A Few Questions to 'Hiraf', un artículo de 1875 de Helena Blavatsky, una emigrante rusa residente en Estados Unidos que fundó la religión de la Teosofía. El artículo se publicó en la revista espiritista estadounidense Spiritual Scientist.
Varios escritores del siglo XX sobre el tema utilizaron el término ocultismo de diferentes maneras. Algunos escritores, como el filósofo alemán Theodor W. Adorno en sus Tesis contra el ocultismo, emplearon el término como un amplio sinónimo de irracionalidad. En su libro de 1950 L'occultisme, Robert Amadou utilizó el término como sinónimo de esoterismo, un enfoque que el posterior estudioso del esoterismo Marco Pasi sugirió que dejaba el término superfluo. A diferencia de Amadou, otros autores consideraban el ocultismo y el esoterismo fenómenos diferentes, aunque relacionados. En la década de 1970, el sociólogo Edward Tiryakian distinguió entre ocultismo, que utilizó en referencia a prácticas, técnicas y procedimientos, y esoterismo, que definió como los sistemas de creencias religiosas o filosóficas en los que se basan dichas prácticas. Esta división fue adoptada inicialmente por el primer estudioso académico del esoterismo, Antoine Faivre, aunque más tarde la abandonó; más adelante ha sido rechazada por la mayoría de los eruditos que estudian el esoterismo.
En el siglo XXI, el término se empleaba comúnmente -incluidos los estudiosos académicos del esoterismo- para referirse a una serie de corrientes esotéricas que se desarrollaron a mediados del siglo XIX y a sus descendientes. Así, ocultismo se utiliza a menudo para categorizar tradiciones esotéricas como el espiritismo, la teosofía, la antroposofía, la Orden Hermética de la Aurora Dorada y la Nueva Era.
Una división diferente fue utilizada por el autor de la Escuela Tradicionalista René Guénon, que utilizó el término esoterismo para describir lo que él creía que era el tradicionalismo, la enseñanza interna en el corazón de la mayoría de las religiones, mientras que el ocultismo se utiliza peyorativamente para describir las nuevas religiones y movimientos que desaprobaba, como el espiritismo, la teosofía y varias sociedades secretas.  El uso de esta terminología por parte de Guénon fue adoptado por escritores posteriores como Serge Hutin y Luc Benoist. Como señala Hanegraaff, el uso que Guénon hace de estos términos está arraigado en sus creencias tradicionalistas y "no puede aceptarse como válido desde el punto de vista académico".
El término ocultismo deriva del término más antiguo oculto, del mismo modo que el término esoterismo deriva del término más antiguo esotérico. Sin embargo, el historiador del esoterismo Wouter Hanegraaff afirmó que era importante distinguir entre los significados del término ocultismo y ocultismo. El ocultismo no es un movimiento homogéneo y es muy diverso.
A lo largo de su historia, el término ocultismo se ha utilizado de diversas maneras. Sin embargo, en los usos contemporáneos, ocultismo se refiere comúnmente a las formas de esoterismo occidental que se desarrollaron en el siglo XIX y sus derivaciones del siglo XX. En un sentido descriptivo, se ha utilizado para describir formas de esoterismo que se desarrollaron en la Francia del siglo XIX, especialmente en el entorno del Neo-Martinismo. Según el historiador del esoterismo Antoine Faivre, es con el esoterista Eliphas Lévi cuando aparece por primera vez "la corriente ocultista propiamente dicha". Otros destacados esoteristas franceses implicados en el desarrollo del ocultismo fueron Papus, Stanislas de Guaita, Joséphin Péladan, Georges-Albert Puyou de Pouvourville y Jean Bricaud.

## Ocultismo
El ocultismo es el estudio de las artes, prácticas o ciencias ocultas como
la magia,
la alquimia,
la percepción extrasensorial,
la astrología,
el espiritismo y
la adivinación, entre otras.

## Ejemplos de ciencias ocultas
Entre los ejemplos más importantes de ciencias ocultas desarrollados en la Antigüedad, se pueden mencionar las siguientes:
- adivinación (llamadas con el nombre de «artes inciertas» por el médico suizo Teofrasto Paracelso):
  - aeromancia
  - alectomancia
  - auspicio
  - cartomancia (véase también: tarot).
  - fisiognomía
  - geomancia
  - hidromancia
  - horoscopía
  - litomancia
  - metoposcopia
  - necromancia o nigromancia
  - oniromancia
  - ornitomancia
  - piromancia
  - presagio
  - quiromancia
  - tarot
- alquimia
  - espagiria
- astrología
- herbolaria
  - teoría de las signaturas
- lapidario
- magia
  - brujería
  - wicca
- Runas
- mediumnidad
- mitología
  - angelología
  - demonología
- numerología
  - gematría

La interpretación del ocultismo y sus conceptos puede encontrarse en las estructuras de creencias de ciertas filosofías y religiones como
el gnosticismo,
el hermetismo,
la teosofía,
la wicca,
el thelema,
el satanismo,
el neopaganismo o ―en realidad―
cualquier religión.
El historiador británico Nicholas Goodrick-Clarke ofrece una definición más amplia:

El ocultismo tiene sus bases en una forma religiosa de pensar, cuyas raíces se remontan a la Antigüedad y pueden ser descritas como la tradición esotérica de Occidente. Sus principales ingredientes pueden identificarse como el gnosticismo, los tratados herméticos sobre alquimia y magia, el neoplatonismo y la cábala; todos ellos originarios del área del Mediterráneo oriental durante los primeros siglos de nuestra era.Nicholas Goodrick-Clarke

## Desarrollo histórico
La historia del Ocultismo es muy antigua, su origen está vinculado con el pensamiento mitológico y muchas culturas alrededor del mundo tuvieron prácticas misteriosas y esotéricas desde el inicio de la humanidad. Históricamente ha tenido relaciones estrechas con ciertas religiones o doctrinas puesto que su concepto se ha confundido. Los ocultistas divulgan la noción de un solo Dios, un solo poder y energía. Esta energía, Dios, es el dador, el recibidor y el mismo don en sí.

### Renacimiento
En el Renacimiento, el filósofo, médico, astrónomo, abogado, teólogo y mago alemán Cornelio Agrippa (1486-1535) realizó una obra ocultista y esotérica con influencias judeocristianas y cabalísticas. En su obra principal, De occulta philosophia libri tres (1531), recogió todo el conocimiento medieval sobre magia, astrología, alquimia, medicina y filosofía natural y lo respaldó teóricamente. Erudito de fama y protegido por distintas casas reinantes o nobles, fue amigo de gran parte de los filósofos y grandes figuras de su tiempo.
También en el ocultismo se ha mencionado a Leonardo Da Vinci,[cita requerida] personaje que se vio involucrado por abrir cuerpos y realizar cosas que en este tiempo no debían ser realizadas.

### SigloXIX

#### Eliphas Levi
A mediados del siglo XIX el ocultismo tuvo un período de gran apogeo en Francia, de la mano del cabalista Eliphas Lévi, quien produjo una decena de obras esotéricas de importancia, entre las que se destaca Dogma y ritual de alta magia.

#### Sociedad Teosófica
Poco tiempo después (1875), Helena Blavatsky y Henry Olcott fundan la Sociedad Teosófica en Nueva York para el estudio de los fenómenos inexplicados de la naturaleza y de las religiones comparadas. Tras la publicación de Isis sin velo y La Doctrina Secreta, el ocultismo se difundió rápidamente por todo Occidente, reapareciendo escuelas de la rosacruz, herméticas y de magia, relacionadas con la masonería.

### SigloXX
Tras la muerte de Helena Blavatsky, el movimiento teosófico se fracturó y surgieron varios grupos, de la mano de Annie Besant, William Judge y posteriormente Rudolf Steiner (fundador de la antroposofía) y Alice Bailey.
La Escuela Arcana de Alice Bailey puede ser considerada el más inmediato antepasado del fenómeno de la Nueva Era y la supuesta canalización de entidades que enseñan las doctrinas del nuevo tiempo, como los maestros ascendidos, entre ellos Djwhal Khul. Del tronco teosófico también surgen otras sectas como Nueva Acrópolis.

#### Rosacruz
Aparecieron grupos de tendencia masónica, como la Fraternidad Rosacruz (de Max Heindel),
la Fraternidad Rosacruz Antigua (de Arnold Krumm-Heller) y
AMORC (sigla de la Antigua y Mística Orden Rosae Crucis, de Harvey Spencer Lewis).

#### Magia ritual
El moderno movimiento de la magia ritual se inspiró en las doctrinas del grupo esotérico Orden Hermética de la Aurora Dorada, el cual fue fundado por MacGregor Mathers, quien afirmaba que estaba continuando el legado de una orden rosacruz alemana conocida como Orden de la Rosa Oro Rubí y de la Cruz de Oro. Actualmente la magia ritual pone un particular énfasis en los continuadores del británico Aleister Crowley.

## Las ciencias ocultas y la nueva era
Dentro del movimiento denominado nueva era (o new age), se ha desarrollado el interés por el conjunto de diversas creencias y de prácticas que no necesariamente excluye el interés por las anteriores. Las ideas reformuladas por sus partidarios suelen relacionarse con la medicina holística, las medicinas alternativas o tradicionales y el misticismo. También se incluyen numerosas ciencias ocultas y pseudociencias, perspectivas generales sobre historia, religión, espiritualidad, estilos de vida y ciertos tipos de música. Algunos de los temas relacionados son:
- aromaterapia.
- ayurveda.
- cábala.

- cerealogía (círculos de ovnis).
- civilizaciones perdidas.
- espiritismo.
- karma.
- flores de Bach.
- iridología.
- lectura de auras.
- niños índigo.
- piramidología.
- radiestesia.
- reiki.
- reencarnación.
- yoga.